# 保罗·佩德雷蒂
保罗·佩德雷蒂（義大利語：Paolo Pedretti，1906年1月22日—1983年2月22日），意大利男子自行车运动员。他曾代表意大利参加1932年夏季奥林匹克运动会自行车比赛，获得男子团体追逐赛金牌。